# Glenn Ochal
Glenn Ochal, né le 1er mars 1986 à Philadelphie, est un rameur d'aviron américain.

## Palmarès

### Jeux olympiques
- 2012 à Londres,  Royaume-Uni
  -  Médaille de bronze en quatre sans barreur